# Lista de membros da Royal Society eleitos em 1809
Membros da Royal Society eleitos em 1809.

## Fellows of the Royal Society (FRS)
1. Charles Frederick Barnwell (1781–1849)
2. Robert Bingley (morreu em 1847)
3. William Thomas Brande[2] (1788–1866)
4. James Burney (1750–1821)
5. Peter Leopold Louis Francis Nassau Clavering Cowper (1778–1837)
6. Francis Augustus Eliott (1750–1818)
7. John Gillon (1748–1809)
8. William Henry[3] (1774–1836)
9. Charles Hoare (1767–1851)
10. John Jervis (1735–1823)
11. Alexander Macleay (1767–1848)
12. John Anthony Noguier (nascido em 1809)
13. John Rowley[4] (1768–1824)
14. John Smith (morreu em 1817)
15. Henry Warburton[5] (1784–1858)
16. Robert Willan (1757–1812)
17. Lord Amelius Beauclerk[6] (1771–1846)